# گلدمن ۱۰۱۵۳
سیارک ۱۰۱۵۳ (به انگلیسی: 10153 Goldman، نامگذاری:1994UB) ده هزار و صد و پنجاه و سومین سیارک کشف شده‌است که در ۲۶ اکتبر ۱۹۹۴ کشف شد.